# آنکا بارنا
 آنکا بارنا (انگلیسی: Anca Barna؛ زادهٔ ۱۴ مهٔ ۱۹۷۷) یک تنیس‌باز اهل آلمان است.